# Buravar
Buravar è un comune dell'Azerbaigian situato nel distretto di Cəlilabad. Conta una popolazione di 915 abitanti.